# Fraser-Nicola (circonscription britanno-colombienne)
Pour les articles homonymes, voir Fraser et Nicola.
Circonscription électorale provinciale du Canada
Fraser-Nicola est une circonscription provinciale de la Colombie-Britannique représentée à l'Assemblée législative de la Colombie-Britannique depuis 2009.

## Géographie
En 2020, la circonscription représente les villes de Hope, Lytton, Ashcroft, Lillooet, Yale, Merritt et Logan Lake, ainsi que les communautés de Big Bar Creek, Gold Bridge, Clinton, Boston Bar et Sunshine Valley (en).

## Liste des députés
| Législature                                                                                              | Années                                                                                                   | Député                                                                                                   | Député                                                                                                   | Parti |
| Fraser-Nicola Circonscription issue de Yale-Lillooet, Cariboo South, Kamloops et Kamloops-North Thompson | Fraser-Nicola Circonscription issue de Yale-Lillooet, Cariboo South, Kamloops et Kamloops-North Thompson | Fraser-Nicola Circonscription issue de Yale-Lillooet, Cariboo South, Kamloops et Kamloops-North Thompson | Fraser-Nicola Circonscription issue de Yale-Lillooet, Cariboo South, Kamloops et Kamloops-North Thompson | Fraser-Nicola Circonscription issue de Yale-Lillooet, Cariboo South, Kamloops et Kamloops-North Thompson |
| --- | --- | --- | --- | --- |
| 39e | 2009–2013                                                                                                | | Harry Lali (en)                                                                                          | Néo-démocrate                                                                                            |
| 40e | 2013–2017                                                                                                | | Jackie Tegart (en)                                                                                       | Libéral                                                                                                  |
| 41e | 2017–2020                                                                                                | | Jackie Tegart (en)                                                                                       | Libéral                                                                                                  |
| 42e | 2020–2023                                                                                                | | Jackie Tegart (en)                                                                                       | Libéral                                                                                                  |
| 42e | 2023-2024                                                                                                | | Jackie Tegart (en)                                                                                       | United                                                                                                   |
| 43e | 2024–en cours                                                                                            | | Tony Luck (en)                                                                                           | Conservateur                                                                                             |